# Lan hài vàng
Lan hài vàng hay lan hài Hêlen, lan hài lùn (danh pháp hai phần: Paphiopedilum helenae) là một loài lan thuộc Chi Lan hài. Đây là một loài thực vật đặc hữu ở tỉnh Cao Bằng, Việt Nam.

## Hình ảnh

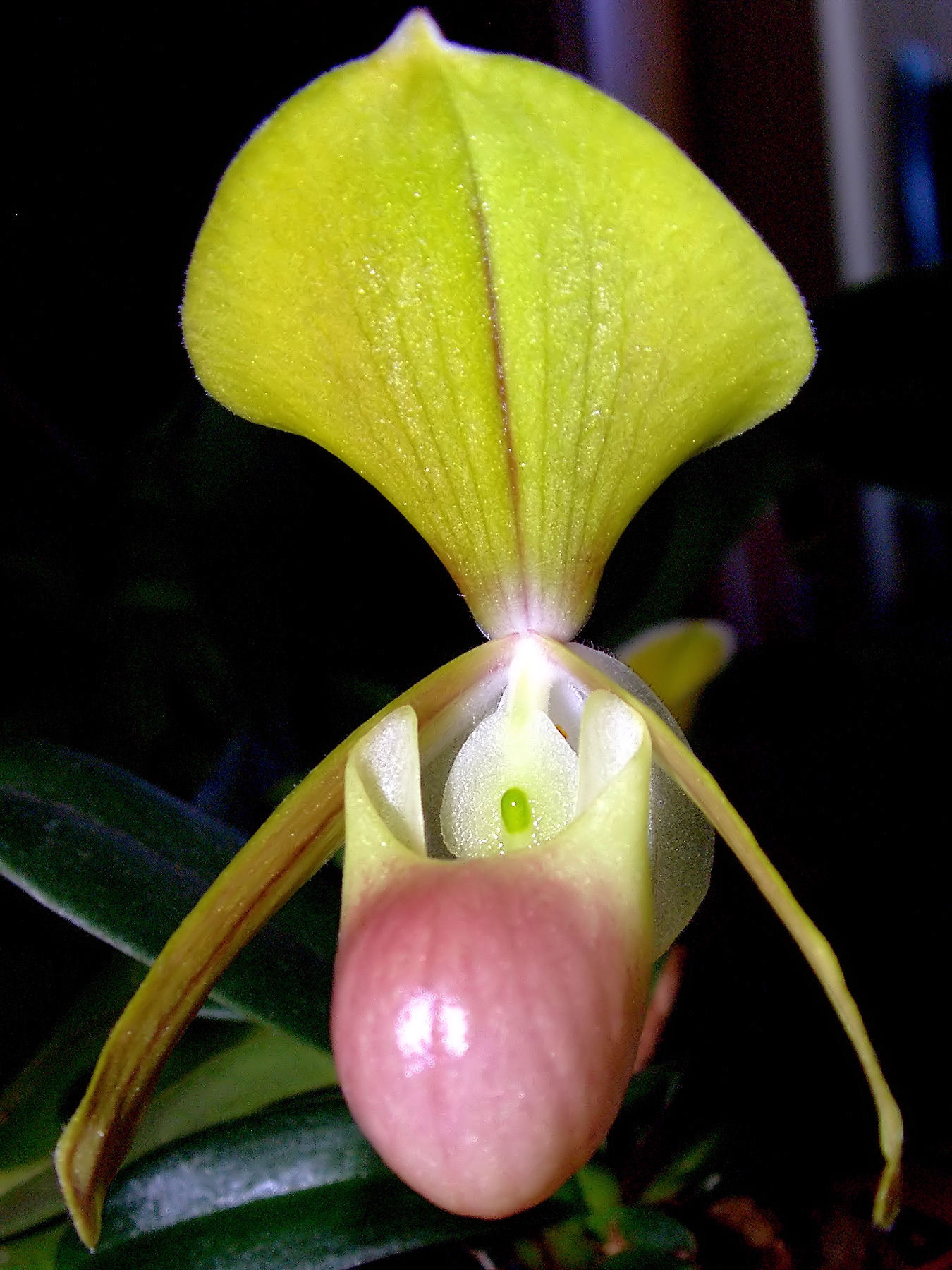